# Споменик борцима погинулим у ратовима 1991—1999. у Краљеву
Споменик борцима погинулим у ратовима 1991—1999. у Краљеву, налази се на Тргу Јована Сарића, испред зграде Управе Рашког округа.
Споменик је подигнут 2005. године са спомен плочом на којој је списак 86 погинулих Краљевчана у ратовима на просторима бивше Југославије, од којих је 77 на Косову и Метохији.

## НАТО агресија
Током НАТО агресије 1999. године, Краљево је на мети ваздушних напада било чак 54 дана. У укупно 172 напада, у којима је теже или лакше повређено 37 цивила, уништено је или оштећено 1.750 војних и цивилних објеката. На краљевачки крај бачено је више од 600 разних експлозивних пројектила.